# Belaja Kedwa
Die Belaja Kedwa (russisch Белая Кедва; „Weiße Kedwa“) ist der rechte Quellfluss der Kedwa, einem Nebenfluss der Ischma, in der Republik Komi in Nordwestrussland.
Die Belaja Kedwa entspringt an der Nordflanke des Timanrückens.
Sie fließt in überwiegend nordöstlicher Richtung.
Schließlich trifft sie auf die Tschornaja Kedwa, mit welcher sie sich zur Kedwa vereinigt. Die Kedwa weist ein stark mäandrierendes Verhalten auf.
Die Belaja Kedwa hat eine Länge von 153 km. Sie entwässert ein Areal von 1690 km². 
Sie wird hauptsächlich von der Schneeschmelze gespeist.